# Knudby
Knudby of Knud is een plaats in de Deense regio Midden-Jutland, gemeente Viborg. De plaats telt 232 inwoners (2008).